# Neuroleon (Neuroleon) seyrigi
Neuroleon (Neuroleon) seyrigi is een insect uit de familie van de mierenleeuwen (Myrmeleontidae), die tot de orde netvleugeligen (Neuroptera) behoort. 
Neuroleon (Neuroleon) seyrigi is voor het eerst wetenschappelijk beschreven door Navás in 1933.